# Jacques Dupont (Radsportler)
Jacques Dupont (* 19. Juni 1928 in Lézat-sur-Lèze; † 4. November 2019) war ein französischer Radrennfahrer. Dupont war sowohl im Straßenradsport als auch im Bahnradsport erfolgreich.
Jacques Dupont wurde 1948 französischer Militärmeister auf der Straße und Landesmeister der Amateure in der Bahnverfolgung. Bei den Olympischen Sommerspielen 1948 in London trat Dupont sowohl im Straßenrennen als auch auf der Bahn an, wo er im Zeitfahren die Goldmedaille errang. In der Mannschaftswertung des Straßenrennens gewann das französische Aufgebot mit Dupont, José Beyaert und Alain Moineau die Bronzemedaille. Dupont wurde 1949 nochmals französischer Meister in der Einerverfolgung und wechselte dann zu den Radprofis.
Dupont gewann als Profi zahlreiche Rennen, darunter 1954 die französische Straßenmeisterschaft und 1951 und 1955 den Radklassiker Paris–Tours. 1956 war er im Grand Prix de Saint-Raphaël erfolgreich. Mit der bei seinem Paris–Tours-Sieg 1955 erreichten Durchschnittsgeschwindigkeit von 43,666 km/h wurde er zum neuen Träger des Gelben Bandes. Das Rennen Circuit de l’Indre gewann er 1952.
In seiner Heimatstadt wurde eine Straße nach ihm benannt. 1960 beendete er seine Karriere und war anschließend als Fleischer tätig.